# Cream (canción)
"Cream" es una canción de Prince y The New Power Generation, del álbum Diamonds and Pearls.  En MTV Unplugged 2004, Prince declaró que escribió la canción mientras estaba de pie frente a un espejo. La canción alcanzó la posición número 1 en el Billboard Hot 100, igual que también se logró en muchos otros países (y el No. 8 en España según la AFYVE).

## Lista de canciones
- 7"

| N.º | Título       | Duración |  |
| 1.  | «Cream»      | 4:12     |  |
| 2.  | «Horny Pony» | 4:17     |  |

- CD/12" (UK)

| N.º | Título          | Duración |  |
| 1.  | «Cream»         | 4:12     |  |
| 2.  | «Horny Pony»    | 4:17     |  |
| 3.  | «Gangster Glam» | 5:06     |  |

- CD Maxi Sencillo (USA)

| N.º | Título                                   | Duración |  |
| 1.  | «Cream» (album version)                  | 4:12     |  |
| 2.  | «Cream» (N.P.G. Mix)                     | 4:52     |  |
| 3.  | «Things Have Gotta Change» (Tony M. Rap) | 3:57     |  |
| 4.  | «2 the Wire» (Creamy Instrumental)       | 3:13     |  |
| 5.  | «Get Some Solo»                          | 1:31     |  |
| 6.  | «Do Your Dance» (KC's Remix)             | 5:58     |  |
| 7.  | «Housebangers»                           | 4:23     |  |
| 8.  | «Q in Doubt» (instrumental)              | 4:00     |  |
| 9.  | «Ethereal Mix»                           | 4:43     |  |